# Kynceľová
Kynceľová é um município da Eslováquia localizado no distrito de Banská Bystrica, região de Banská Bystrica.

## Demografia
| Ano:        | 1994 | 2004    | 2014   | 2024   |
| ----------- | ---- | ------- | ------ | ------ |
| Broj ljudi: | 278  | 345     | 376    | 393    |
| Razlika:    |      | +24,10% | +8,98% | +4,52% |

| Ano:               | 2023 | 2024   |
| ------------------ | ---- | ------ |
| Número de pessoas: | 388  | 393    |
| Diferença:         |      | +1,28% |